# Jettingen, Baden-Württemberg
Jettingen är en kommun i Landkreis Böblingen i regionen Stuttgart i Regierungsbezirk Stuttgart i förbundslandet Baden-Württemberg i Tyskland. Kommunen bildades 1 december 1971 genom en sammanslagning av kommunerna Oberjettingen och Unterjettingen.
Kommunen ingår tillsammans med kommunerna Bondorf, Gäufelden och Mötzingen i kommunalförbundet Oberes Gäu.